# 脱虎
脱虎（?—?），又作脱忽、秃忽，蒙古帝国诸王，成吉思汗弟弟拙赤合撒儿的幼子。
克烈部王罕和桑昆受到札木合的挑拨，袭击成吉思汗铁木真。拙赤合撒儿的妻儿都被王罕俘虏，拙赤合撒儿带着亲兵逃走，粮绝，抓鸟蛋来吃。根据《元史·太祖本纪》拙赤合撒儿带着幼子脱虎逃走。1251年六月，西方诸王别儿哥（成吉思汗长子术赤之子）、脱哈帖木儿（术赤之子），东方诸王也古（脱虎之兄）、脱虎、亦孙哥（脱虎之兄）、按只带（成吉思汗弟合赤温之子）、塔察儿（成吉思汗弟鐵木哥斡赤斤之孙）、别里古带（成吉思汗异母弟），共同推戴蒙哥（成吉思汗四子拖雷长子）为大汗。根据《史集》，脱虎有一子为阿不干。